# Poeciloxestia hirsutiventris
Poeciloxestia hirsutiventris là một loài bọ cánh cứng trong họ Cerambycidae.